# Svanesund
Svanesund est une localité de Suède située dans la commune d'Orust du comté de Västra Götaland. Elle couvre une superficie de 1,54 km2. En 2010, elle compte 1 518 habitants.